# Olympische Sommerspiele 1984/Boxen
Bei den XXIII. Olympischen Sommerspielen 1984 in Los Angeles fanden zwölf Wettbewerbe im Boxen statt. Austragungsort war die Los Angeles Memorial Sports Arena. Auf dem Programm stand eine Gewichtsklasse mehr als zuvor.

## Bilanz

### Medaillenspiegel
| Platz | Land                    | Gold | Silber | Bronze | Gesamt |
| ----- | ----------------------- | ---- | ------ | ------ | ------ |
| 1     | Vereinigte Staaten      | 9    | 1      | 1      | 11     |
| 2     | Italien                 | 1    | 2      | 2      | 5      |
| 3     | Jugoslawien             | 1    | 1      | 2      | 4      |
| 4     | Südkorea                | 1    | 1      | 1      | 3      |
| 5     | Kanada                  | –    | 2      | 1      | 3      |
| 6     | Puerto Rico             | –    | 1      | 1      | 2      |
| 7     | Mexiko                  | –    | 1      | –      | 1      |
| 7     | Neuseeland              | –    | 1      | –      | 1      |
| 7     | Nigeria                 | –    | 1      | –      | 1      |
| 7     | Thailand                | –    | 1      | –      | 1      |
| 11    | Algerien                | –    | –      | 2      | 2      |
| 11    | Türkei                  | –    | –      | 2      | 2      |
| 11    | Venezuela               | –    | –      | 2      | 2      |
| 14    | BR Deutschland          | –    | –      | 1      | 1      |
| 14    | Dominikanische Republik | –    | –      | 1      | 1      |
| 14    | Finnland                | –    | –      | 1      | 1      |
| 14    | Frankreich              | –    | –      | 1      | 1      |
| 14    | Großbritannien          | –    | –      | 1      | 1      |
| 14    | Kamerun                 | –    | –      | 1      | 1      |
| 14    | Kenia                   | –    | –      | 1      | 1      |
| 14    | Niederlande             | –    | –      | 1      | 1      |
| 14    | Rumänien                | –    | –      | 1      | 1      |
| 14    | Sambia                  | –    | –      | 1      | 1      |

### Medaillengewinner
| Konkurrenz         | Gold             | Silber             | Bronze                             |
| ------------------ | ---------------- | ------------------ | ---------------------------------- |
| Halbfliegengewicht | Paul Gonzales    | Salvatore Todisco  | José Bolivar Keith Mwila           |
| Fliegengewicht     | Steve McCrory    | Redžep Redžepovski | Ibrahim Bilali Eyüp Can            |
| Bantamgewicht      | Maurizio Stecca  | Héctor López       | Pedro Nolasco Dale Walters         |
| Federgewicht       | Meldrick Taylor  | Peter Konyegwachie | Turgut Aykaç Omar Catarí           |
| Leichtgewicht      | Pernell Whitaker | Luis Ortiz         | Chun Chil-sung Martin N’Dongo      |
| Halbweltergewicht  | Jerry Page       | Dhawee Umponmaha   | Mircea Fulger Mirko Puzović        |
| Weltergewicht      | Mark Breland     | An Young-su        | Luciano Bruno Joni Nyman           |
| Halbmittelgewicht  | Frank Tate       | Shawn O’Sullivan   | Christophe Tiozzo Manfred Zielonka |
| Mittelgewicht      | Shin Joon-sup    | Virgil Hill        | Arístides González Mohamed Zaoui   |
| Halbschwergewicht  | Anton Josipović  | Kevin Barry        | Evander Holyfield Mustapha Moussa  |
| Schwergewicht      | Henry Tillman    | Willie deWit       | Angelo Musone Arnold Vanderlyde    |
| Superschwergewicht | Tyrell Biggs     | Francesco Damiani  | Aziz Salihu Robert Wells           |

## Ergebnisse

### Halbfliegengewicht (bis 48 kg)
| Platz | Land | Sportler          |
| ----- | ---- | ----------------- |
| 1     | USA  | Paul Gonzales     |
| 2     | ITA  | Salvatore Todisco |
| 3     | VEN  | José Bolivar      |
| 3     | ZAM  | Keith Mwila       |
| 5     | JPN  | Mamoru Kuroiwa    |
| 5     | GBR  | John Lyon         |
| 5     | GUA  | Carlos Motta      |
| 5     | PUR  | Rafael Ramos      |

Datum: 30. Juli bis 11. August 1984

24 Teilnehmer aus 24 Ländern

### Fliegengewicht (bis 51 kg)
| Platz | Land | Sportler           |
| ----- | ---- | ------------------ |
| 1     | USA  | Steve McCrory      |
| 2     | YUG  | Redžep Redžepovski |
| 3     | KEN  | Ibrahim Bilali     |
| 3     | TUR  | Eyüp Can           |
| 5     | MWI  | Peter Ayesu        |
| 5     | AUS  | Jeff Fenech        |
| 5     | KOR  | Heo Yeong-mo       |
| 5     | DOM  | Laureano Ramírez   |

Datum: 31. Juli bis 11. August 1984

31 Teilnehmer aus 31 Ländern

### Bantamgewicht (bis 54 kg)
| Platz | Land | Sportler           |
| ----- | ---- | ------------------ |
| 1     | ITA  | Maurizio Stecca    |
| 2     | MEX  | Héctor López       |
| 3     | DOM  | Pedro Nolasco      |
| 3     | CAN  | Dale Walters       |
| 5     | ARG  | Pedro Rubén Décima |
| 5     | ZIM  | Ndaba Dube         |
| 5     | KOR  | Mun Seong-gil      |
| 5     | COL  | Robinsón Pitalúa   |
|       |      |                    |
| 17    | FRG  | Stefan Gertel      |

Datum: 30. Juli bis 11. August 1984

35 Teilnehmer aus 35 Ländern

### Federgewicht (bis 57 kg)
| Platz | Land | Sportler           |
| ----- | ---- | ------------------ |
| 1     | USA  | Meldrick Taylor    |
| 2     | NGR  | Peter Konyegwachie |
| 3     | TUR  | Turgut Aykaç       |
| 3     | VEN  | Omar Catarí        |
| 5     | EGY  | Mohamed Hegazi     |
| 5     | UGA  | Charles Lubulwa    |
| 5     | KOR  | Park Hyeong-ok     |
| 5     | KEN  | John Wanjau        |

Datum: 29. Juli bis 11. August 1984

36 Teilnehmer aus 36 Ländern

### Leichtgewicht (bis 60 kg)
| Platz | Land | Sportler              |
| ----- | ---- | --------------------- |
| 1     | USA  | Pernell Whitaker      |
| 2     | PUR  | Luis Ortiz            |
| 3     | KOR  | Chun Chil-sung        |
| 3     | CMR  | Martin N’Dongo        |
| 5     | PHI  | Leopoldo Cantancio    |
| 5     | FRG  | Reiner Gies           |
| 5     | ESP  | José Antonio Hernando |
| 5     | TUR  | Fahri Sümer           |

Datum: 29. Juli bis 11. August 1984

40 Teilnehmer aus 40 Ländern

### Halbweltergewicht (bis 63,5 kg)
| Platz | Land | Sportler                  |
| ----- | ---- | ------------------------- |
| 1     | USA  | Jerry Page                |
| 2     | THA  | Dhawee Umponmaha          |
| 3     | ROM  | Mircea Fulger             |
| 3     | YUG  | Mirko Puzović             |
| 5     | TUN  | Lotfi Belkhir             |
| 5     | KOR  | Kim Dong-gil              |
| 5     | PUR  | Jorge Maysonet            |
| 5     | CMR  | Jean-Pierre Mbereke-Baban |
|       |      |                           |
| 17    | FRG  | Helmut Gertel             |

Datum: 29. Juli bis 11. August 1984

37 Teilnehmer aus 37 Ländern

### Weltergewicht (bis 67 kg)
| Platz | Land | Sportler          |
| ----- | ---- | ----------------- |
| 1     | USA  | Mark Breland      |
| 2     | KOR  | An Young-su       |
| 3     | ITA  | Luciano Bruno     |
| 3     | FIN  | Joni Nyman        |
| 5     | JAM  | Dwight Frazer     |
| 5     | SWE  | Vesa Koskela      |
| 5     | FRG  | Alexander Künzler |
| 5     | MEX  | Genaro Léon       |
|       |      |                   |
| 17    | AUT  | Konrad König      |

Datum: 29. Juli bis 11. August 1984

36 Teilnehmer aus 36 Ländern

### Halbmittelgewicht (bis 71 kg)
| Platz | Land | Sportler           |
| ----- | ---- | ------------------ |
| 1     | USA  | Frank Tate         |
| 2     | CAN  | Shawn O’Sullivan   |
| 3     | FRA  | Christophe Tiozzo  |
| 3     | FRG  | Manfred Zielonka   |
| 5     | SLE  | Israel Cole        |
| 5     | GBR  | Rod Douglas        |
| 5     | ZAM  | Christopher Kapopo |
| 5     | CIV  | Gnohere Sery       |

Datum: 29. Juli bis 11. August 1984

34 Teilnehmer aus 34 Ländern

### Mittelgewicht (bis 75 kg)

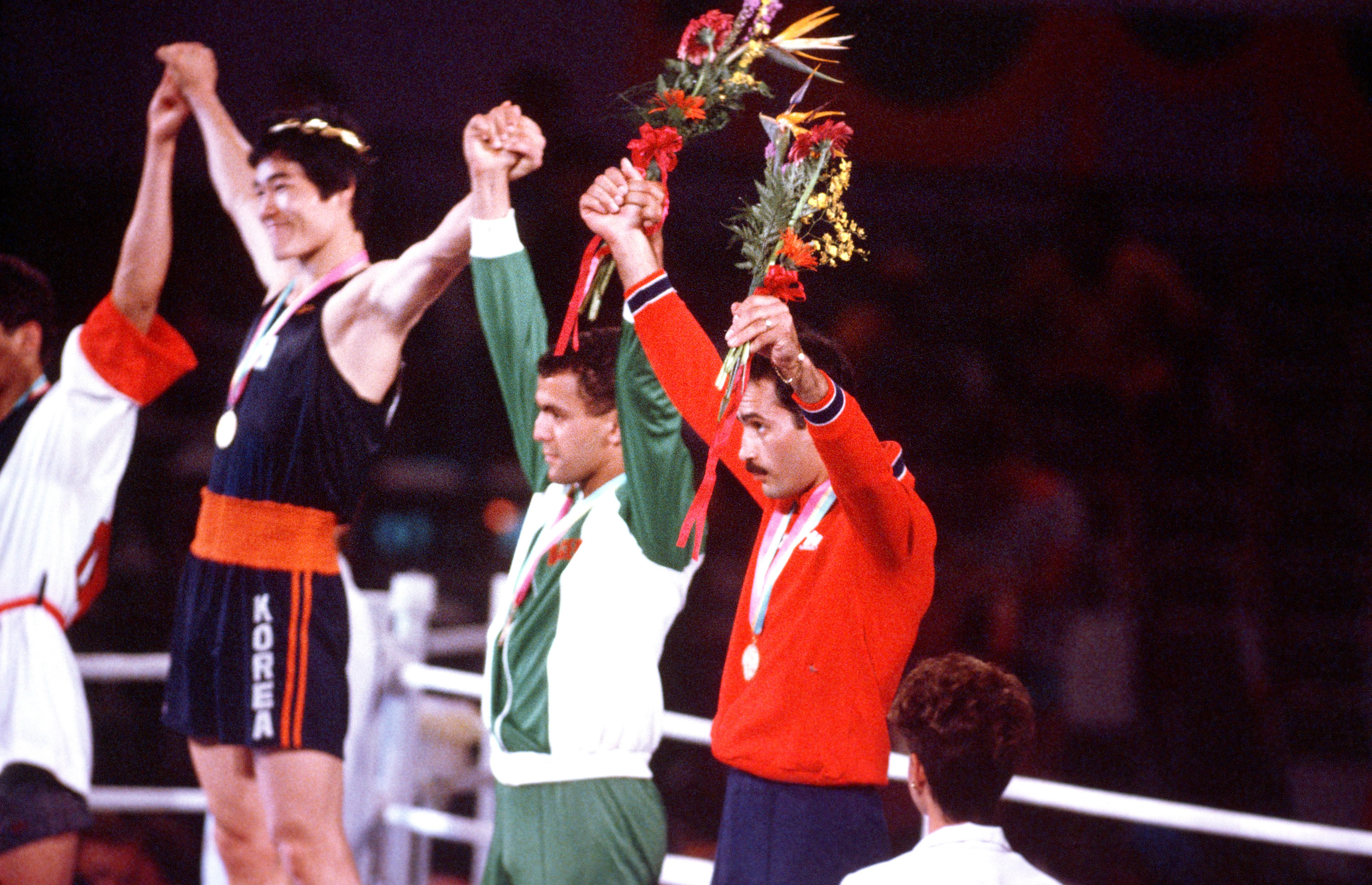
Siegerehrung (v. r.: González, Zaoui, Shin und Hill)

| Platz | Land | Sportler            |
| ----- | ---- | ------------------- |
| 1     | KOR  | Shin Joon-sup       |
| 2     | USA  | Virgil Hill         |
| 3     | PUR  | Arístides González  |
| 3     | ALG  | Mohamed Zaoui       |
| 5     | ZAM  | Moses Mwaba         |
| 5     | NGR  | Jerry Okorodudu     |
| 5     | YUG  | Damir Škaro         |
| 5     | NED  | Pedro van Raamsdonk |
|       |      |                     |
| 17    | FRG  | Andreas Bauer       |

Datum: 30. Juli bis 11. August 1984

27 Teilnehmer aus 27 Ländern

### Halbschwergewicht (bis 81 kg)
| Platz | Land | Sportler              |
| ----- | ---- | --------------------- |
| 1     | YUG  | Anton Josipović       |
| 2     | NZL  | Kevin Barry           |
| 3     | USA  | Evander Holyfield     |
| 3     | ALG  | Mustapha Moussa       |
| 5     | ROM  | Georgică Donici       |
| 5     | CMR  | Jean-Paul Nanga-Ntsah |
| 5     | KEN  | Sylvanus Okello       |
| 5     | GBR  | Tony Wilson           |
| 9     | FRG  | Markus Bott           |

Datum: 30. Juli bis 11. August 1984

24 Teilnehmer aus 24 Ländern

### Schwergewicht (bis 91 kg)
| Platz | Land | Sportler               |
| ----- | ---- | ---------------------- |
| 1     | USA  | Henry Tillman          |
| 2     | CAN  | Willie deWit           |
| 3     | ITA  | Angelo Musone          |
| 3     | NED  | Arnold Vanderlyde      |
| 5     | SWE  | Håkan Brock            |
| 5     | UGA  | Dodovic Owiny          |
| 5     | GRE  | Georgios Stefanopoulos |
| 5     | TON  | Tevita Taufoʻou        |

Datum: 31. Juli bis 11. August 1984

19 Teilnehmer aus 19 Ländern

### Superschwergewicht (über 91 kg)
| Platz | Land | Sportler          |
| ----- | ---- | ----------------- |
| 1     | USA  | Tyrell Biggs      |
| 2     | ITA  | Francesco Damiani |
| 3     | YUG  | Aziz Salihu       |
| 3     | GBR  | Robert Wells      |
| 5     | FRG  | Peter Hussing     |
| 5     | TAN  | Willie Isangura   |
| 5     | CAN  | Lennox Lewis      |
| 5     | TON  | Viliami Pulu      |
| 9     | PUR  | Isaac Barrientos  |
| 9     | AUT  | Olaf Mayer        |
| 9     | PAK  | Muhammad Youssef  |

Datum: 3. bis 11. August 1984

11 Teilnehmer aus 11 Ländern